# 4EB

4EB, ou 4EB FM, est une radio ethnique communautaire transmise depuis 1979 dans la région de Brisbane (Queensland, Australie). Elle vise à offrir un programme multiculturel, avec des émissions dans plus de 55 langues différentes.